# Dennis Schigiol

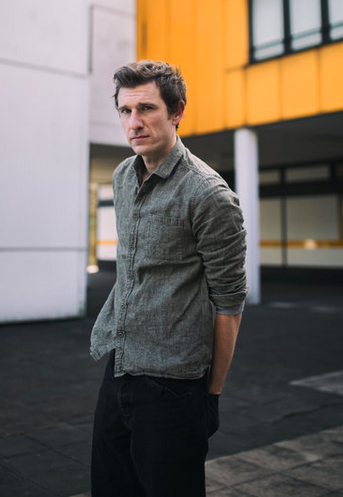
Schauspieler Dennis Schigiol

Dennis Schigiol (* 25. November 1984 in Minden) ist ein  deutscher Theater- und Fernsehschauspieler.

## Leben
Dennis Schigiol wuchs im Münsterland auf. Nach dem Abitur absolvierte er am  Institut für Musik der Hochschule Osnabrück seine künstlerische Ausbildung. 2017 absolvierte er ein weiteres Studium an der Schule für Schauspiel Hamburg.
Bereits während seines ersten Studiums war er unter anderem bei den Freilichtspielen Tecklenburg  oder am Theater Bielefeld in verschiedenen Produktionen in Hauptrollen zu sehen.
Nachdem er in diversen Musicalproduktionen, wie Buddy  (Stage Entertainment) im Colosseum in Essen und Footloose auf der Bühne zu sehen war verschlug es Dennis Schigiol 2010 und 2011 vor die Kamera für die tägliche Sat.1 Musik-Serie Hand aufs Herz wo er den liebenswerten Nerd Dennis Hotte Horstfeld verkörperte.
In der Sat.1-Serie „Mila“ war er im Jahr 2015 ebenfalls in einer durchgehenden Hauptrolle als Nils Thaler zu sehen. Die Erstausstrahlung fand am 7. September 2015 und die letzte Folge der Serie lief im Dezember 2015.
Nachdem es Dennis Schigiol noch einmal für die Produktion West Side Story am Theater Erfurt wieder auf die Bühne verschlagen hat, ist er nun im in der von Arte und dem Hessischen Rundfunk produzierten Komödie Größer als im Fernsehen neben Janina Fautz in der Hauptrolle Nico Hölter zu sehen. Die Premiere war im März 2019 bei Arte zu sehen und kommt im Mai im Filmmittwoch im Ersten.

## Filmografie

### Fernsehfilme
- 2022: Unterm Apfelbaum – Panta Rhei – Alles im Fluss, ZDF
- 2022: Unterm Apfelbaum – Einsturzgefährdet, ZDF
- 2019: Größer als im Fernsehen, ARTE/ARD[1]
- 2017: 1918 – Aufstand der Matrosen, NDR/Arte
- 2017: So weit das Meer, ZDF[2]
- 2017: Rockstars zähmt man nicht, Sat.1
- 2012: Nur eine Nacht, ZDF

### Fernsehserien
- 2019, 2024: In aller Freundschaft – Die jungen Ärzte, ARD – Episodenhauptrolle
- 2018: Heldt, ZDF – Episodenhauptrolle
- 2015: Mila, Sat1 – durchgehende Hauptrolle
- 2010–2011: Hand aufs Herz, Sat1 – durchgehende Hauptrolle
- 2022: Morden im Norden (Fernsehserie, Folge Perfides Spiel)

### Theater
- 2016–18: Westside Story, Theater Erfurt
- 2009–2010: Buddy – Die Buddy Holly Story, Stage Entertainment, Colosseum Theater Essen
- 2009: Life is a Circus (Städtische Bühnen Münster)
- 2008–2009: Guys and Dolls (Theater Bielefeld)
- 2008: Footloose (Freilichtspiele Tecklenburg)
- 2008: Cinderella (Freilichtspiele Tecklenburg)
- 2007: Lucky Stiff (Städtische Bühnen Osnabrück)
- 2007: Miami Nights (Freilichtspiele Tecklenburg)
- 2006: Sweeney Todd (Städtische Bühnen Osnabrück)

### Alben
- 2011: Der Soundtrack (mit Hand aufs Herz-Cast)

### Singles
- 2010: Dreams (mit Hand aufs Herz-Cast)